# Prickskytten
Prickskytten (One Shot) är den nionde boken om Jack Reacher skriven av Lee Child. Boken utkom 2005 och publicerad på svenska av B. Wahlströms. Den kom ut på svenska som inbunden i september 2007, CD-bok september 2007 med Magnus Roosmann som inläsare. Den utkom som pocket september 2009. Boken är den första i serien som filmatiserats och filmen heter bara Jack Reacher.